# 拉西锡阿末
拉西锡阿末（1976年1月10日—），马来西亚政治人物，自1982年马来西亚大选以来代表国阵巫统当选为玻璃市加央的国会议员，并分别于1982年、1986年、2004年和2008年四度当选 。